# Список воинов, удостоенных звания Героя Советского Союза за подвиги в битве за Днепр
Список воинов, удостоенных звания Героя Советского Союза — участников битвы за Днепр, битвы за Украину и беларусь

1. Аглетдинов, Файзулла Хазиевич
2. Аглиуллин, Хамит Шамсутдинович
3. Адаменко, Василий Васильевич
4. Азизов, Домулло
5. Акжигитов, Азис Харьясович
6. Акимов, Григорий Тимофеевич
7. Аксёнов, Александр Афанасьевич
8. Аксёнов, Александр Михайлович
9. Акутин, Михаил Дмитриевич
10. Акуционок, Пётр Антонович
11. Алимбетов, Абылай
12. Алиназаров, Садык
13. Аминов, Халлак
14. Андреев, Григорий Макарович
15. Андреев, Николай Михайлович
16. Андреев, Семён Алексеевич
17. Антонов, Яков Андреевич
18. Апарин, Максим Григорьевич
19. Артамонов, Степан Васильевич
20. Артёменко, Александр Николаевич
21. Архипенко, Фёдор Фёдорович
22. Асеев, Фёдор Константинович
23. Асманов, Александр Владимирович
24. Асмолов, Иван Никифорович
25. Асташин, Егор Фролович
26. Атаманчук, Григорий Климентьевич
27. Афанасьев, Александр Никифорович
28. Афанасьев, Александр Фадеевич
29. Афанасьев, Василий Сафронович
30. Афанасьев, Павел Александрович
31. Афанасьев, Семён Ефимович
32. Ахмедов, Михаил Владимирович
33. Ахметов, Абдулла Шангареевич
34. Ахметшин, Каюм Хабибрахманович
35. Ачкасов, Яков Михайлович
36. Бабаев, Тухтасин Бабаевич
37. Бабий, Василий Васильевич
38. Бабичев, Владимир Данилович
39. Бабкин, Иван Васильевич
40. Бабошин, Виктор Николаевич
41. Баданин, Василий Иванович
42. Бадрутдинов, Минулла Бадрутдинович
43. Баженов, Анатолий Васильевич
44. Баздырёв, Григорий Афанасьевич
45. Баисов, Матай
46. Барабанов, Александр Кузьмич
47. Баранов, Пётр Александрович
48. Барвинский, Алексей Дмитриевич
49. Баталов, Григорий Михайлович
50. Бахарев, Василий Никифорович
51. Бахарев, Иван Иванович
52. Бахарев, Пётр Михайлович
53. Бахметьев, Иван Андреянович
54. Бахтин, Александр Егорович
55. Башманов, Иван Андреевич
56. Бегенов, Мади Кайбиевич
57. Беленко, Василий Данилович
58. Белов, Григорий Андреевич
59. Беломестных, Владимир Корнилович
60. Беломутов, Григорий Тихонович
61. Белопухов, Евстрат Степанович
62. Белоусов, Василий Савельевич
63. Белошапкин, Клавдий Флегонтович
64. Бельских, Иосиф Михайлович
65. Белявский, Борис Васильевич
66. Беляев, Владимир Александрович
67. Беляев, Владимир Прокофьевич
68. Беляев, Иван Потапович
69. Беляев, Лаврентий Семёнович
70. Беляев, Пётр Михайлович
71. Беляков, Иван Дементьевич
72. Беляндра, Василий Яковлевич
73. Бендиков, Степан Михайлович
74. Бенеш, Николай Алексеевич
75. Бербешкин, Александр Андреевич
76. Беруашвили, Георгий Иванович
77. Бердин, Галей Иркабаевич
78. Бердов, Дмитрий Михайлович
79. Бердышев, Василий Архипович
80. Берошвили, Владимир Ливанович
81. Беседин, Николай Фёдорович
82. Бесчастный, Сергей Арсентьевич
83. Бикеев, Султан Хамитович
84. Бикетов, Иван Владимирович
85. Биктимиров, Салман Галиахметович
86. Битюков, Прокопий Семёнович
87. Блинов, Алексей Павлович
88. Бобков, Григорий Евдокимович
89. Бобров, Фёдор Александрович
90. Богатов, Павел Михайлович
91. Богданов, Григорий Богданович
92. Богомолов, Константин Иванович
93. Богомолов, Семён Иванович
94. Боев, Иван Капитонович
95. Боенко, Дмитрий Петрович
96. Бойко, Иван Иванович
97. Бойко, Николай Павлович
98. Бойков, Николай Сафронович
99. Бойченко, Виктор Кузьмич
100. Болбас, Александр Карпович
101. Болдун, Иван Корнеевич
102. Болодурин, Иван Петрович
103. Болотов, Андрей Иванович
104. Болтенков, Пётр Михайлович
105. Болховитин, Иван Григорьевич
106. Бондарев, Дмитрий Иванович
107. Бондаренко, Пётр Николаевич
108. Бондарь, Георгий Герасимович
109. Бонин, Анатолий Петрович
110. Борискин, Анатолий Васильевич
111. Борискин, Фёдор Иванович
112. Борисов, Борис Степанович
113. Борисов, Михаил Алексеевич
114. Бородачёв, Виктор Иванович
115. Бородин, Виктор Петрович
116. Бородин, Георгий Демьянович
117. Бочаров, Максим Георгиевич
118. Боченков, Иван Андреевич
119. Бочкарёв, Василий Никифорович
120. Бояринцев, Тимофей Алексеевич
121. Бояркин, Василий Илларионович
122. Бояршинов, Василий Иванович
123. Брагонин, Терентий Иванович
124. Братусь, Иван Иванович
125. Броварец, Владимир Тимофеевич
126. Бруй, Фёдор Филиппович
127. Брызгалов, Павел Александрович
128. Брынь, Василий Мартынович
129. Брюханов, Алексей Иванович
130. Буачидзе, Григорий Михайлович
131. Будилин, Иван Михайлович
132. Будник, Гавриил Дмитриевич
133. Буздалин, Семён Григорьевич
134. Бузинов, Михаил Васильевич
135. Букия, Акакий Константинович
136. Буклов, Фёдор Григорьевич
137. Булгаков, Андрей Алексеевич
138. Булдаков, Михаил Григорьевич
139. Булычев, Сергей Сергеевич
140. Бурак, Андрей Матвеевич
141. Бураков, Василий Николаевич
142. Бурка, Николай Лукьянович
143. Бурмистров, Вилен Иванович
144. Бурмистров, Иван Николаевич
145. Бутаев, Георгий Данилович
146. Буторин, Виктор Васильевич
147. Буханов, Алексей Дмитриевич
148. Бухонка, Пётр Николаевич
149. Буцыков, Иван Иванович
150. Бучин, Борис Владимирович
151. Буштрук, Даниил Иванович
152. Буянков, Иван Иванович
153. Быков, Алексей Васильевич
154. Быков, Николай Петрович
155. Быковский, Виктор Иванович
156. Быстров, Василий Александрович
157. Бычков, Николай Васильевич
158. Вагин, Леонид Иванович
159. Вагурин, Александр Андреевич
160. Важенин, Виктор Михайлович
161. Важенин, Михаил Иванович
162. Валеев, Абдулла Хабиевич
163. Валеев, Салих Шайбакович
164. Ванин, Фёдор Варламович
165. Варава, Григорий Андреевич
166. Варенников, Валентин Иванович
167. Варепа, Иван Иосифович
168. Варфоломеев, Карп Петрович
169. Васильев, Иван Николаевич
170. Васильев, Иван Петрович
171. Васильев, Михаил Николаевич
172. Васильев, Николай Николаевич
173. Васильев, Фёдор Андреевич
174. Васин, Василий Иванович
175. Васин, Илья Иванович
176. Васюк, Илья Акимович
177. Ватутин, Николай Фёдорович
178. Вахлаев, Александр Алексеевич
179. Вахонин, Григорий Иванович
180. Вдовенко, Михаил Николаевич
181. Веденьков, Валерий Леонидович
182. Ведерников, Иван Анисимович
183. Великий, Константин Трофимович
184. Величай, Михаил Лукич
185. Величко, Владимир Сидорович
186. Вергун, Яков Пантелеймонович
187. Вернигора, Пётр Леонтьевич
188. Веселов, Василий Иванович
189. Ветошников, Георгий Александрович
190. Викторов, Григорий Петрович
191. Вильховский, Семён Михайлович
192. Виноградов, Иван Иванович
193. Виноградов, Иван Кузьмич
194. Винокуров, Максим Ильич
195. Винокуров, Фёдор Иванович
196. Вислевский, Фёдор Павлович
197. Висящев, Александр Иванович
198. Вишневецкий, Владимир Михайлович
199. Владимиров, Александр Иванович
200. Владимиров, Владимир Фёдорович
201. Влазнев, Алексей Леонтьевич
202. Власенко, Илья Архипович
203. Власенко, Пётр Андреевич
204. Власов, Алексей Васильевич
205. Власов, Митрофан Ефимович
206. Власов, Михаил Маркович
207. Власюков, Яков Анисимович
208. Внуков, Михаил Николаевич
209. Вовк, Михаил Павлович
210. Воеводин, Дмитрий Тимофеевич
211. Воинов, Михаил Львович
212. Волгин, Иван Тимофеевич
213. Волков, Евгений Фёдорович
214. Волков, Евдоким Денисович
215. Волков, Лазарь Григорьевич
216. Волков, Михаил Васильевич
217. Волков, Михаил Ермолаевич
218. Волков, Николай Васильевич
219. Волков, Николай Григорьевич
220. Волков, Николай Терентьевич
221. Волков, Пётр Тимофеевич
222. Вологин, Александр Дмитриевич
223. Володин, Александр Фёдорович
224. Володин, Семён Егорович
225. Волохов, Александр Николаевич
226. Волошин, Андрей Максимович
227. Волошин, Иван Андреевич
228. Волченко, Павел Кузьмич
229. Волынцев, Василий Михайлович
230. Воробьёв, Александр Дмитриевич
231. Воробьёв, Дмитрий Андреевич
232. Воронин, Андрей Фёдорович
233. Воронов, Алексей Иванович
234. Воронцов, Михаил Егорович
235. Воронцов, Николай Алексеевич
236. Ворончук, Андрей Яковлевич
237. Вьюгин, Николай Иванович
238. Гаврилин, Николай Митрофанович
239. Гаврилов, Кузьма Антонович
240. Гадельшин, Хамит Габдуллович
241. Гайдуков, Владимир Николаевич
242. Гайсин, Ахметсафа Гайсинович
243. Галанов, Геннадий Васильевич
244. Галеев, Фахрази Галеевич
245. Галецкий, Анатолий Кузьмич
246. Галиев, Нургали Мухаметгалиевич
247. Галимзянов, Салимзян Галимзянович
248. Галин, Михаил Петрович
249. Галкин, Иван Никитович
250. Галушкин, Василий Максимович
251. Галяткин, Пётр Иванович
252. Гангаев, Алексей Кузьмич
253. Ганжела, Иван Васильевич
254. Ганюшин, Пётр Михайлович
255. Гаркуша, Николай Евтихиевич
256. Гатиатуллин, Шакир Юсупович
257. Гванцеладзе, Владимир Васильевич
258. Гвенцадзе, Иван Николаевич
259. Гельферг, Семён Григорьевич
260. Гендреус, Генрих Иосипович
261. Генералов, Евгений Иванович
262. Герасименко, Емельян Иванович
263. Герасименко, Михаил Корнеевич
264. Герасимов, Вадим Анатольевич
265. Герасимов, Иван Александрович
266. Гераськин, Дмитрий Семёнович
267. Геращенко, Михаил Моисеевич
268. Гетц, Борис Гаврилович
269. Гизатуллин, Абдулла Губайдуллович
270. Гильдунин, Борис Константинович
271. Гильмутдинов, Гайфутдин
272. Гиниятуллин, Габбас Гиниятуллович
273. Гирин, Михаил Никитович
274. Гладков, Александр Васильевич
275. Глебов, Леонид Иванович
276. Глибко, Юрий Киприянович
277. Гнидо, Пётр Андреевич
278. Гнусарев, Александр Яковлевич
279. Говоров, Фёдор Иванович
280. Годовиков, Сергей Константинович
281. Голев, Леонид Дмитриевич
282. Голещихин, Григорий Васильевич
283. Головань, Василий Никонович
284. Головатюк, Александр Давыдович
285. Головашенко, Сергей Куприянович
286. Головкин, Алексей Иванович
287. Головкин, Павел Иванович
288. Головлёв, Леонид Иосифович
289. Голоднов, Алексей Васильевич
290. Голубев, Александр Назарович
291. Гончаров, Иван Тимофеевич
292. Гончаров, Николай Артёмович
293. Гончаров, Семён Иванович
294. Гора, Пётр Евстафьевич
295. Горбань, Игнат Петрович
296. Горбунов, Андрей Михайлович
297. Гордеев, Александр Семёнович
298. Гордиенко, Иван Максимович
299. Гордополов, Геннадий Дмитриевич
300. Горелов, Василий Павлович
301. Горелов, Пётр Тимофеевич
302. Горчилин, Александр Михайлович
303. Горюшкин, Николай Иванович
304. Горячев, Павел Иванович
305. Грабовенко, Максим Иванович
306. Грачёв, Иван Николаевич
307. Гребенёв, Аркадий Филимонович
308. Гречихин, Никита Артёмович
309. Гречушкин, Дмитрий Фёдорович
310. Гриб, Алексей Фёдорович
311. Гриб, Кузьма Петрович
312. Григорович, Леонид Андреевич
313. Григорьев, Леонид Михайлович
314. Григорьев, Сергей Иванович
315. Гридин, Дмитрий Алексеевич
316. Гридинский, Александр Иванович
317. Гриненко, Максим Емельянович
318. Гриценко, Игнат Кузьмич
319. Грицков, Владимир Павлович
320. Грицов, Иван Иванович
321. Грицынин, Константин Данилович
322. Грищенко, Николай Данилович
323. Гробов, Анатолий Александрович
324. Грошев, Дмитрий Николаевич
325. Грошенков, Пётр Павлович
326. Груздев, Иона Карпович
327. Грушко, Василий Семёнович
328. Грязнов, Андрей Васильевич
329. Губарев, Пётр Стефанович
330. Губин, Андриан Макарович
331. Губин, Михаил Александрович
332. Гудовских, Иван Лаврентьевич
333. Гуз, Марк Дмитриевич
334. Гуляев, Дмитрий Илларионович
335. Гуляев, Сергей Константинович
336. Гурин, Василий Терентьевич
337. Гурский, Николай Васильевич
338. Гурьянов, Павел Яковлевич
339. Гусаков, Пётр Евтихиевич
340. Гусаров, Григорий Андреевич
341. Гусев, Василий Васильевич
342. Гусев, Владимир Васильевич
343. Гусев, Максим Тихонович
344. Гусельников, Денис Семёнович
345. Давидович, Николай Петрович
346. Давлетов, Абдрауф Ганеевич
347. Давлятов, Бакир Рахимович
348. Давыдов, Фёдор Николаевич
349. Дайдоев, Иван Тимофеевич
350. Данько, Василий Иосифович
351. Дачиев, Хансултан Чапаевич
352. Дачко, Фёдор Терентьевич
353. Двадненко, Иван Карпович
354. Двойченков, Павел Иванович
355. Девятьяров, Александр Андреевич
356. Дёгтев, Пётр Максимович
357. Дегтярёв, Александр Ильич
358. Дедков, Виктор Семёнович
359. Дейнеко, Николай Григорьевич
360. Деманов, Георгий Георгиевич
361. Демиденко, Иван Саввич
362. Дёмин, Николай Тарасович
363. Демченко, Фёдор Васильевич
364. Демьяненко, Иван Никитович
365. Денисенко, Сергей Петрович
366. Денисюк, Фёдор Игнатьевич
367. Дербушев, Фёдор Михайлович
368. Дергилев, Егор Иванович
369. Деркач, Фёдор Григорьевич
370. Дертев, Евгений Александрович
371. Дехканбаев, Абдусалим
372. Дешин, Андрей Иванович
373. Джамалов, Камал Давлятович
374. Джумабаев, Ташмамат
375. Джуманьязов, Уразбай
376. Джунусов, Мажит
377. Дикалов, Степан Иванович
378. Дмитриев, Григорий Яковлевич
379. Дмитриев, Иван Иванович
380. Дмитриев, Пётр Дмитриевич
381. Днепровский, Пётр Павлович
382. Добкевич, Александр Антонович
383. Добриков, Иван Андреевич
384. Добродомов, Григорий Сергеевич
385. Добрунов, Григорий Тимофеевич
386. Довгополый, Савелий Денисович
387. Довлетджанов, Бердимурат
388. Докучаев, Михаил Павлович
389. Докучаев, Николай Егорович
390. Долбешкин, Пётр Лукич
391. Долгов, Семён Дмитриевич
392. Должанский, Юрий Моисеевич
393. Долженков, Сергей Аниканович
394. Домнин, Павел Иванович
395. Домнич, Егор Петрович
396. Доможаков, Михаил Егорович
397. Домрачев, Александр Васильевич
398. Дорофеев, Александр Петрович
399. Дорохин, Иван Сергеевич
400. Дорошенко, Трофим Тихонович
401. Доценко, Степан Матвеевич
402. Доценко, Тарас Степанович
403. Драгунов, Николай Петрович
404. Древаль, Василий Тимофеевич
405. Дрикалович, Николай Николаевич
406. Дроздов, Пётр Владимирович
407. Дружинин, Николай Иванович
408. Дубин, Ибрагим Хусаинович
409. Дубинин, Ефим Иванович
410. Дудин, Александр Протальонович
411. Дудин, Леонид Никитович
412. Дудка, Лука Минович
413. Дудка, Николай Николаевич
414. Дуплий, Иван Минович
415. Дураченко, Антон Николаевич
416. Дурнов, Иван Алексеевич
417. Дусухамбетов, Абу
418. Дышинский, Владимир Александрович
419. Дьяченко, Андрей Васильевич
420. Дьяченко, Иван Давидович
421. Дьячков, Алексей Фёдорович
422. Дякин, Михаил Васильевич
423. Евдокимов, Алексей Петрович
424. Евдошенко, Василий Михайлович
425. Евлашев, Иван Петрович
426. Евстафьев, Георгий Алексеевич
427. Егоров, Вениамин Николаевич
428. Егоров, Илья Егорович
429. Егоров, Павел Иванович
430. Егоров, Сергей Владимирович
431. Егоров, Тимофей Семёнович
432. Еделев, Пётр Васильевич
433. Едомин, Михаил Михайлович
434. Едунов, Пётр Петрович
435. Елесин, Михаил Васильевич
436. Елисеев, Григорий Семёнович
437. Елисеев, Федот Васильевич
438. Елистратов, Сергей Алексеевич
439. Ёлкин, Василий Дмитриевич
440. Емельянов, Борис Николаевич
441. Ерёмушкин, Николай Николаевич
442. Ермишин, Козьма Козьмич
443. Ермолаев, Александр Александрович
444. Ермолаев, Николай Васильевич
445. Ермоленко, Пантелей Игнатьевич
446. Ерофеев, Евгений Семёнович
447. Ершов, Алексей Иванович
448. Ершов, Павел Владимирович
449. Ершов, Павел Иванович
450. Ерышев, Василий Николаевич
451. Ефанов, Михаил Карпович
452. Ефименко, Иван Фёдорович
453. Ефимов, Василий Мефодьевич
454. Ефимов, Леонид Николаевич
455. Ефремов, Михаил Ефремович
456. Ефремов, Пётр Николаевич
457. Жадейкин, Максим Степанович
458. Жаксыгулов, Садык Шакелович
459. Жало, Семён Сергеевич
460. Жариков, Анатолий Максимович
461. Жаров, Сергей Петрович
462. Жаров, Фёдор Тимофеевич
463. Жбанов, Михаил Евлампиевич
464. Жгиров, Филипп Ерофеевич
465. Жданов, Ефим Афанасьевич
466. Жданов, Павел Ильич
467. Желнов, Фёдор Георгиевич
468. Желтиков, Павел Георгиевич
469. Желтов, Аким Венедиктович
470. Жемчужников, Иван Иванович
471. Жидких, Александр Петрович
472. Жихарев, Николай Андреевич
473. Жолудев, Наум Ильич
474. Жудов, Иван Егорович
475. Жужома, Николай Иванович
476. Жуков, Василий Алексеевич
477. Жуковский, Николай Фёдорович
478. Жулябин, Пётр Андреевич
479. Журавлёв, Александр Григорьевич
480. Журавлёв, Андриян Лукич
481. Журба, Иван Макарович
482. Журба, Павел Павлович
483. Загайнов, Георгий Прокопьевич
484. Заговеньев, Анатолий Иванович
485. Заикин, Фёдор Михайлович
486. Зайковский, Николай Васильевич
487. Зайцев, Иван Петрович
488. Зайцев, Константин Фёдорович
489. Закиров, Гали Закирович
490. Закутенко, Николай Фёдорович
491. Заманов, Хасан Заманович
492. Запорожец, Фёдор Яковлевич
493. Запорожченко, Григорий Андреевич
494. Зарембо, Владимир Николаевич
495. Заруднев, Степан Степанович
496. Зарянов, Николай Николаевич
497. Заседателев, Вячеслав Васильевич
498. Заулин, Иван Александрович
499. Захаров, Алексей Архипович
500. Захаров, Василий Иванович
501. Захаров, Геннадий Михайлович
502. Захарченко, Павел Фёдорович
503. Захарчук, Александр Ананьевич
504. Зачеславский, Василий Никифорович
505. Зачиняев, Пётр Спиридонович
506. Звездин, Иван Аникеевич
507. Звягин, Андрей Григорьевич
508. Зейберлин, Александр Павлович
509. Зеленин, Андрей Тихонович
510. Зелёнкин, Егор Фёдорович
511. Землянов, Серафим Иванович
512. Зиангиров, Мухамед Султангирович
513. Зибров, Иван Никифорович
514. Зима, Иван Павлович
515. Зиновьев, Иван Алексеевич
516. Зиновьев, Николай Иванович
517. Зинченко, Александр Иванович
518. Зинченко, Валентин Николаевич
519. Зозуля, Максим Митрофанович
520. Золотарёв, Алексей Антонович
521. Золотарёв, Иван Фёдорович
522. Золотухин, Михаил Афанасьевич
523. Зонов, Михаил Максимович
524. Зонов, Николай Фёдорович
525. Зонов, Пантелей Петрович
526. Зорькин, Василий Петрович
527. Зрелов, Иван Петрович
528. Зубарев, Александр Фёдорович
529. Зубков, Александр Владимирович
530. Зуев, Иван Дмитриевич
531. Зуев, Иван Фадеевич
532. Зуев, Николай Николаевич
533. Зыков, Николай Никитович
534. Иванкин, Юрий Петрович
535. Иванов, Анатолий Александрович
536. Иванов, Виктор Петрович
537. Иванов, Игорь Сергеевич
538. Иванов, Илья Данилович
539. Иванов, Михаил Иванович
540. Иванов, Роман Гаврилович
541. Иванов, Сергей Иванович
542. Иванов, Степан Дмитриевич
543. Иванушкин, Павел Фёдорович
544. Иванчиков, Сергей Кузьмич
545. Ивашина, Иван Вакулович
546. Ивашко, Александр Иванович
547. Иващенко, Иван Игнатьевич
548. Ивенков, Михаил Борисович
549. Ивин, Иван Александрович
550. Ивлев, Гаврил Михайлович
551. Ивлев, Дмитрий Данилович
552. Игнатенко, Иван Игнатьевич
553. Игнаткин, Сергей Степанович
554. Ильгачев, Иван Васильевич
555. Ильин, Николай Сергеевич
556. Ильин, Пётр Иванович
557. Ильин, Степан Петрович
558. Ионин, Григорий Петрович
559. Иотка, Феодосий Антонович
560. Иргашев, Боис Хамидович
561. Ирисбеков, Курбанбай
562. Исаев, Василий Ефимович
563. Исаев, Константин Константинович
564. Исаханов, Берген
565. Истомин, Василий Иннокентьевич
566. Истомин, Ефим Абрамович
567. Истратов, Пётр Захарович
568. Исупов, Николай Антонович
569. Кабалин, Иван Андреевич
570. Кабанов, Михаил Михеевич
571. Кавтаськин, Андрей Семёнович
572. Кадун, Николай Васильевич
573. Казаев, Иван Абрамович
574. Казаков, Константин Фёдорович
575. Казаков, Николай Яковлевич
576. Казаматов, Алексей Павлович
577. Казаченко, Николай Михайлович
578. Кайдалов, Константин Потапович
579. Калабин, Алексей Иванович
580. Калашников, Александр Петрович
581. Калашников, Яков Семёнович
582. Калдыкораев, Джумагали
583. Калиев, Анвар Мадиевич
584. Калинин, Борис Петрович
585. Калинин, Иван Андреевич
586. Калинин, Николай Тихонович
587. Калиниченко, Григорий Мартынович
588. Калишин, Василий Фёдорович
589. Калмыков, Алексей Сергеевич
590. Калугин, Александр Михайлович
591. Камалеев, Галимзан Камалеевич
592. Каменев, Константин Кириллович
593. Камышев, Владимир Николаевич
594. Карамушко, Пётр Григорьевич
595. Карасёв, Иван Романович
596. Карасёв, Сергей Тимофеевич
597. Караулов, Василий Иванович
598. Карачаров, Иван Николаевич
599. Карачев, Пётр Андрианович
600. Карачков, Константин Алексеевич
601. Карелин, Пётр Петрович
602. Карпенко, Виктор Александрович
603. Карпеткин, Григорий Андреевич
604. Карпов, Григорий Артамонович
605. Карпов, Сергей Фёдорович
606. Карташов, Алексей Александрович
607. Касымходжаев, Сайдусман
608. Катаев, Михаил Максимович
609. Катышев, Борис Михайлович
610. Каулько, Иван Демидович
611. Каумбаев, Тоганбай
612. Кауров, Фёдор Анисимович
613. Качанов, Иван Петрович
614. Качурин, Иван Андреевич
615. Кашин, Николай Иванович
616. Кашпуров, Пётр Афанасьевич
617. Каштанов, Алексей Константинович
618. Кашурин, Павел Иванович
619. Кащеев, Михаил Александрович
620. Кащеев, Тихон Гаврилович
621. Кащеева, Вера Сергеевна
622. Квитков, Александр Спиридонович
623. Квитович, Дмитрий Константинович
624. Кельчин, Михаил Никифорович
625. Кенжебаев, Туле Таскентбайулы
626. Кибаль, Иван Андреевич
627. Кидько, Степан Степанович
628. Кизатов, Жалел Кизатович
629. Кикош, Михаил Иванович
630. Кинешов, Иван Наумович
631. Киргизов, Степан Григорьевич
632. Кириллов, Николай Михайлович
633. Кириченко, Пётр Антонович
634. Кирюхин, Михаил Алексеевич
635. Киселёв, Михаил Дмитриевич
636. Киселёв, Рафаил Алексеевич
637. Киселёв, Сергей Семёнович
638. Киселёв, Степан Васильевич
639. Кислов, Пётр Михайлович
640. Кисляков, Михаил Степанович
641. Китченко, Павел Семёнович
642. Климович, Сергей Иванович
643. Клиновой, Алексей Михайлович
644. Клоков, Пётр Яковлевич
645. Клочков, Яков Тимофеевич
646. Клюшников, Евгений Александрович
647. Князьков, Иван Матвеевич
648. Кобиков, Хамит Кожабергенович
649. Ковалёв, Николай Николаевич
650. Ковалёв, Павел Савельевич
651. Коваленко, Василий Наумович
652. Коваленко, Пётр Данилович
653. Коваленко, Пётр Иванович
654. Коваль, Иван Нестерович
655. Коврижко, Илья Павлович
656. Ковтун, Василий Ефимович
657. Ковтун, Павел Максимович
658. Козаков, Александр Фёдорович
659. Козаченко, Алексей Константинович
660. Козачук, Иван Фёдорович
661. Козлов, Виктор Михайлович
662. Козлов, Дмитрий Маркович
663. Козлов, Никита Иванович
664. Козлов, Николай Васильевич
665. Козлов, Павел Никитович
666. Козлов, Степан Игнатович
667. Козловский, Николай Кузьмич
668. Козомазов, Михаил Иванович
669. Козырев, Павел Григорьевич
670. Козырев, Сергей Фёдорович
671. Козяренко, Иван Васильевич
672. Колбунов, Владимир Акимович
673. Колесник, Борис Александрович
674. Колесников, Иван Степанович
675. Колесников, Николай Васильевич
676. Колесников, Николай Павлович
677. Колесников, Фёдор Михайлович
678. Колесов, Александр Андреевич
679. Колесов, Александр Михайлович
680. Колованов, Иван Васильевич
681. Кологойда, Николай Васильевич
682. Колодий, Иван Михайлович
683. Колодяжный, Арсентий Григорьевич
684. Колодяжный, Пётр Семёнович
685. Коломиец, Пётр Иванович
686. Колонов, Василий Алексеевич
687. Колосов, Василий Васильевич
688. Колчин, Александр Александрович
689. Комагоров, Валентин Алексеевич
690. Комаров, Виктор Петрович
691. Комаров, Григорий Васильевич
692. Конашенко, Степан Николаевич
693. Конгалёв, Фёдор Иванович
694. Кондратенко, Иван Васильевич
695. Кондратьев, Сергей Николаевич
696. Кондырёв, Василий Иванович
697. Конев, Александр Степанович
698. Конев, Борис Иванович
699. Конев, Михаил Иванович
700. Конищев, Иван Петрович
701. Коновченко, Илья Потапович
702. Конопля, Василий Фёдорович
703. Конош, Владимир Павлович
704. Константинов, Иван Егорович
705. Кончаков, Николай Степанович
706. Коньков, Геннадий Гаврилович
707. Коньков, Пётр Васильевич
708. Коптилов, Григорий Александрович
709. Копылов, Иван Андреевич
710. Копытов, Степан Логинович
711. Кордюченко, Василий Харитонович
712. Коржов, Даниил Трофимович
713. Корзов, Константин Герасимович
714. Корнеев, Григорий Иванович
715. Корниенко, Прокофий Прокофьевич
716. Корнилов, Михаил Семёнович
717. Коробейников, Николай Абросимович
718. Коробков, Дмитрий Егорович
719. Корогодин, Иван Иванович
720. Королёв, Николай Степанович
721. Коростелёв, Пётр Иванович
722. Коротков, Герман Владимирович
723. Коротков, Константин Александрович
724. Корчак, Иосиф Павлович
725. Коршунов, Павел Кузьмич
726. Косарев, Андрей Васильевич
727. Косенков, Иван Васильевич
728. Косинов, Владимир Егорович
729. Косоруков, Владимир Матвеевич
730. Костин, Иван Иванович
731. Костоусов, Виктор Фёдорович
732. Кострикин, Владимир Михайлович
733. Костычев, Степан Фёдорович
734. Косьмин, Евгений Александрович
735. Косяк, Иван Романович
736. Котегов, Алексей Александрович
737. Котков, Николай Иванович
738. Котов, Иван Михайлович
739. Котов, Михаил Семёнович
740. Котов, Николай Иванович
741. Кочерга, Павел Евтихиевич
742. Кочетков, Николай Яковлевич
743. Кочетков, Степан Михайлович
744. Кошелев, Василий Гаврилович
745. Кошелев, Иван Сергеевич
746. Кошель, Степан Николаевич
747. Кошкин, Андрей Евдокимович
748. Кошмяк, Георгий Данилович
749. Кравец, Михаил Дементьевич
750. Кравец, Пётр Акимович
751. Кравцов, Ефим Егорович
752. Кравцов, Илья Павлович
753. Кравченко, Александр Иванович
754. Краля, Тихон Архипович
755. Крамаренко, Григорий Иванович
756. Крамарь, Степан Трофимович
757. Крапивин, Яков Прохорович
758. Красавин, Михаил Васильевич
759. Красий, Семён Афанасьевич
760. Красиков, Александр Васильевич
761. Красиков, Иван Петрович
762. Красильников, Иван Павлович
763. Краснояров, Клавдий Карпович
764. Крашенинников, Иван Федотович
765. Кремлёв, Евгений Константинович
766. Кремок, Илья Васильевич
767. Кречетов, Андрей Дмитриевич
768. Кривенко, Семён Устинович
769. Кривонос, Николай Яковлевич
770. Кривоухов, Тихон Сергеевич
771. Кривохижин, Георгий Петрович
772. Кривощёков, Алексей Александрович
773. Крикуненко, Вениамин Александрович
774. Круглов, Николай Иванович
775. Крутиленко, Лаврентий Иванович
776. Крутов, Пётр Максимович
777. Крыжановский, Савва Поликарпович
778. Крымов, Михаил Иванович
779. Крюков, Василий Иванович
780. Крюков, Иван Игнатьевич
781. Крючков, Фёдор Антонович
782. Ксынкин, Алексей Николаевич
783. Кубышко, Георгий Иванович
784. Кувашев, Александр Фёдорович
785. Кувика, Иван Иванович
786. Кувин, Иван Иванович
787. Кудимов, Павел Васильевич
788. Кудреватов, Андрей Иванович
789. Кудрин, Дмитрий Феопемтович
790. Кудрявцев, Александр Георгиевич
791. Кудряшов, Николай Петрович
792. Кузин, Алексей Николаевич
793. Кузнецов, Александр Николаевич
794. Кузнецов, Борис Кириллович
795. Кузнецов, Георгий Антонович
796. Кузнецов, Григорий Матвеевич
797. Кузнецов, Иван Петрович
798. Кузнецов, Иван Фёдорович
799. Кузнецов, Кирилл Павлович
800. Кузнецов, Михаил Петрович
801. Кузнецов, Николай Павлович
802. Кузнецов, Павел Дмитриевич
803. Кузнецов, Павел Иванович
804. Кузнецов, Пётр Иванович
805. Кузнецов, Сергей Трофимович
806. Кузнецов, Степан Никифорович
807. Кузнецов, Тихон Петрович
808. Кузовников, Анатолий Петрович
809. Кузьменко, Иван Пантелеевич
810. Кузьмин, Василий Степанович
811. Кузьмин, Василий Фёдорович
812. Кузьмин, Михаил Михайлович
813. Кузьмичёв, Василий Филиппович
814. Кукарин, Иван Александрович
815. Кулебяев, Николай Григорьевич
816. Кулешов, Иван Захарович
817. Кулешов, Константин Алексеевич
818. Куликов, Алексей Тимофеевич
819. Куликов, Василий Иванович
820. Куманёв, Павел Маркелович
821. Куница, Алексей Сергеевич
822. Куницын, Пётр Николаевич
823. Куприянов, Семён Семёнович
824. Курбанов, Алексей Абдурахманович
825. Кургузов, Юрий Павлович
826. Курманов, Акан
827. Курнаев, Сергей Михайлович
828. Куропятник, Дмитрий Григорьевич
829. Курятников, Николай Андреевич
830. Кутин, Алексей Агеевич
831. Куц, Александр Михайлович
832. Кырчанов, Михаил Семёнович
833. Лаврентьев, Павел Григорьевич
834. Лаврик, Иван Иванович
835. Лазарев, Архип Алексеевич
836. Лазарев, Дмитрий Ильич
837. Лазука, Дмитрий Ефимович
838. Ланских, Тимофей Иванович
839. Лапик, Алексей Васильевич
840. Лапин, Иван Васильевич
841. Лаптев, Виктор Петрович
842. Лаптев, Леонид Семёнович
843. Лаптев, Сергей Петрович
844. Лапушкин, Филипп Семёнович
845. Лапшин, Алексей Степанович
846. Лапшин, Илья Фёдорович
847. Ларёв, Иван Васильевич
848. Ларионов, Борис Дмитриевич
849. Ларионов, Семён Архипович
850. Латышев, Владимир Фёдорович
851. Лахин, Иван Тимофеевич
852. Лахтиков, Фёдор Алексеевич
853. Лебедев, Виктор Александрович
854. Лебедев, Виктор Михайлович
855. Лебедев, Иван Данилович
856. Лебедев, Константин Константинович
857. Лебедь, Григорий Ефимович
858. Левин, Василий Андреевич
859. Левицкий, Роман Иванович
860. Лёвин, Александр Фёдорович
861. Лёвкин, Никанор Александрович
862. Левченко, Василий Сидорович
863. Левченко, Григорий Иванович
864. Легезин, Павел Константинович
865. Легостаев, Василий Захарович
866. Ледаков, Иван Михайлович
867. Лейцис, Павел Рудольфович
868. Лемайкин, Иван Самсонович
869. Леонов, Виктор Петрович
870. Леусенко, Иван Михайлович
871. Леуцкий, Николай Афанасьевич
872. Лешанов, Иван Петрович
873. Лещенко, Пётр Лукьянович
874. Лиманский, Кузьма Архипович
875. Лимонов, Илья Дмитриевич
876. Лимонь, Николай Фёдорович
877. Линник, Михаил Васильевич
878. Линчук, Александр Титович
879. Лисин, Иван Павлович
880. Литвиненко, Николай Никитович
881. Литвиненко, Семён Самойлович
882. Литвинов, Василий Михайлович
883. Литвинов, Дмитрий Прокопьевич
884. Литвинов, Иван Филиппович
885. Литвинов, Николай Ефимович
886. Литвинов, Пётр Дмитриевич
887. Литвинюк, Фёдор Григорьевич
888. Литвищенко, Григорий Фёдорович
889. Литовченко, Николай Иванович
890. Лихачёв, Иван Ильич
891. Лихобаба, Марк Кононович
892. Личинко, Александр Сергеевич
893. Лишаков, Григорий Иванович
894. Лобанов, Виктор Иванович
895. Лобанов, Спартак Михайлович
896. Лобов, Алексей Петрович
897. Лобода, Тимофей Тимофеевич
898. Лобусов, Савелий Андреевич
899. Лобырин, Николай Федотович
900. Логвин, Пётр Иванович
901. Логвин, Филипп Андреевич
902. Логинов, Алексей Романович
903. Логинов, Анатолий Фёдорович
904. Лозуненко, Алексей Андреевич
905. Лойко, Григорий Антонович
906. Локтев, Иван Яковлевич
907. Ломакин, Алексей Яковлевич
908. Лонгинов, Владимир Дионисьевич
909. Лопач, Николай Павлович
910. Лукин, Владимир Петрович
911. Лукинов, Николай Тарасович
912. Лукьяненко, Антон Иосифович
913. Лукьянов, Андрей Емельянович
914. Лумпов, Григорий Алексеевич
915. Лунин, Яков Михайлович
916. Лупов, Дмитрий Петрович
917. Лут, Николай Евсеевич
918. Луференко, Иван Иосифович
919. Лучёк, Михаил Тихонович
920. Лушников, Александр Матвеевич
921. Лысанов, Иван Гаврилович
922. Лысенко, Иван Иванович
923. Лысов, Михаил Сергеевич
924. Лычаков, Степан Александрович
925. Любимов, Алексей Ильич
926. Любов, Михаил Фёдорович
927. Лях, Даниил Пантелеевич
928. Ляхов, Георгий Васильевич
929. Ляхов, Логвин Прохорович
930. Ляшенко, Иван Михайлович
931. Мазный, Юрий Макарович
932. Мазуров, Филипп Савельевич
933. Макаров, Василий Маркелович
934. Макаров, Иван Николаевич
935. Макеев, Алексей Васильевич
936. Максименко, Александр Петрович
937. Максимкин, Николай Александрович
938. Максимов, Георгий Иванович
939. Максин, Алексей Михайлович
940. Максюта, Илья Михайлович
941. Макуха, Николай Гаврилович
942. Малахов, Борис Фёдорович
943. Малиев, Михаил Алексеевич
944. Малин, Иван Гаврилович
945. Малиновский, Михаил Елисеевич
946. Малков, Георгий Александрович
947. Малов, Иван Акимович
948. Малоног, Григорий Филиппович
949. Малыгин, Сергей Александрович
950. Малык, Фома Васильевич
951. Малышев, Иван Афанасьевич
952. Малышев, Пётр Степанович
953. Мальков, Дмитрий Кузьмич
954. Малясов, Виктор Александрович
955. Мамаев, Николай Матвеевич
956. Мамкин, Павел Степанович
957. Мамраев, Мартбек
958. Манакин, Михаил Фёдорович
959. Манджиев, Лиджи Исмаилович
960. Мануйлов, Василий Иванович
961. Маренков, Михаил Андреевич
962. Мариков, Иван Ефимович
963. Марицкий, Николай Васильевич
964. Марканов, Владимир Михайлович
965. Марковский, Вениамин Яковлевич
966. Мартынов, Иван Степанович
967. Мартынов, Яков Григорьевич
968. Мархеев, Михаил Фёдорович
969. Марьясов, Пётр Иванович
970. Масленников, Пётр Владимирович
971. Маслов, Анатолий Павлович
972. Маслов, Николай Васильевич
973. Масляков, Георгий Гаврилович
974. Мастрюков, Николай Трофимович
975. Матасов, Василий Васильевич
976. Матвеев, Алексей Васильевич
977. Матвеев, Владимир Иванович
978. Матвеев, Иван Ефимович
979. Матюгин, Иван Максимович
980. Матюк, Арсентий Васильевич
981. Маханёв, Максим Игнатьевич
982. Махмудов, Рожан
983. Махов, Николай Фёдорович
984. Махорин, Иван Фёдорович
985. Мацак, Иван Макарович
986. Машков, Алексей Захарович
987. Машков, Игорь Анатольевич
988. Медведев, Михаил Михайлович
989. Медин, Николай Михайлович
990. Мелашенко, Николай Евгеньевич
991. Мельников, Алексей Дмитриевич
992. Мельников, Андрей Иосифович
993. Мельников, Василий Иванович
994. Мельников, Николай Никифорович
995. Мельников, Николай Павлович
996. Мельников, Фёдор Маркович
997. Мельниченко, Иван Александрович
998. Меляков, Василий Игнатьевич
999. Меншун, Григорий Иванович
1000. Меньшиков, Пётр Михайлович
1001. Мереняшев, Андрей Иванович
1002. Мещеряков, Павел Матвеевич
1003. Микуцкий, Борис Антонович
1004. Мильченко, Семён Калинович
1005. Минаенко, Иван Алексеевич
1006. Минаков, Иван Фёдорович
1007. Миронов, Пётр Моисеевич
1008. Мирошник, Михаил Петрович
1009. Мирошников, Иван Константинович
1010. Мирошниченко, Анатолий Кузьмич
1011. Михайлов, Александр Фадеевич
1012. Михайлов, Александр Яковлевич
1013. Михайлов, Андрей Михайлович
1014. Михайлов, Николай Иванович
1015. Михайлов, Терентий Михайлович
1016. Михалёв, Борис Викторович
1017. Михеев, Михаил Витальевич
1018. Михин, Алексей Никитович
1019. Михнев, Гавриил Нестерович
1020. Мишенин, Николай Михайлович
1021. Мишин, Евгений Васильевич
1022. Мищенко, Алексей Емельянович
1023. Можаев, Николай Васильевич
1024. Мозгалёв, Алексей Павлович
1025. Моисеев, Николай Матвеевич
1026. Мокринский, Алексей Семёнович
1027. Мокрый, Николай Никитович
1028. Молдагалиев, Жангас
1029. Молодиков, Михаил Григорьевич
1030. Мончак, Мефодий Степанович
1031. Моргоев, Бек Хаджимусаевич
1032. Моргун, Николай Иванович
1033. Мордасов, Иван Андреевич
1034. Морев, Николай Николаевич
1035. Мороз, Аксентий Игнатьевич
1036. Морозов, Василий Михайлович
1037. Морозов, Георгий Андрианович
1038. Морозов, Евгений Тихонович
1039. Морозов, Константин Степанович
1040. Морозов, Павел Петрович
1041. Москвин, Михаил Кириллович
1042. Москвиченко, Николай Павлович
1043. Москинский, Александр Иванович
1044. Мосолов, Анатолий Алексеевич
1045. Мостовой, Григорий Порфирьевич
1046. Моховой, Сергей Петрович
1047. Музолёв, Михаил Семёнович
1048. Мурадян, Андраник Акопович
1049. Мурзагалимов, Газис Габидулович
1050. Мусохранов, Александр Филиппович
1051. Муткенов, Серикбай
1052. Мухамбетов, Жакипбек
1053. Мухамед-Мирзаев, Хаваджи
1054. Мухин, Виктор Петрович
1055. Мухортов, Сергей Григорьевич
1056. Мушников, Владимир Александрович
1057. Мычко, Иван Иванович
1058. Мядзель, Михаил Маркович
1059. Мякотин, Василий Васильевич
1060. Мясников, Александр Сергеевич
1061. Мясоедов, Григорий Павлович
1062. Нагнибеда, Семён Маркович
1063. Нагорный, Михаил Петрович
1064. Надеждин, Фёдор Алексеевич
1065. Надточий, Иван Иванович
1066. Назимов, Николай Игнатьевич
1067. Назимок, Иван Григорьевич
1068. Наурузбаев, Инаят
1069. Неатбаков, Хамит Ахметович
1070. Некрасов, Николай Васильевич
1071. Немчинов, Александр Михайлович
1072. Нестерович, Павел Владимирович
1073. Неупокоев, Владимир Александрович
1074. Нефёдов, Пётр Прохорович
1075. Нечай, Степан Афанасьевич
1076. Нибылица, Василий Иванович
1077. Никаноров, Михаил Иванович
1078. Никитин, Александр Александрович
1079. Никитин, Фёдор Фёдорович
1080. Никитченко, Иван Моисеевич
1081. Никифоров, Алексей Фёдорович
1082. Никифоров, Иван Яковлевич
1083. Николаев, Василий Семёнович
1084. Николенко, Павел Фёдорович
1085. Никольский, Николай Сергеевич
1086. Никоненко, Яков Тихонович
1087. Никонов, Андрей Григорьевич
1088. Новиков, Александр Васильевич
1089. Новиков, Николай Александрович
1090. Новиков, Николай Михайлович
1091. Новиков, Тит Парфёнович
1092. Новопашин, Роман Иванович
1093. Новосельцев, Михаил Иванович
1094. Новохатько, Михаил Степанович
1095. Носов, Иван Степанович
1096. Нугаев, Наджиб Нугманович
1097. Нуржанов, Казбек Бейсенович
1098. Нурманов, Прим
1099. Нурситов, Жепасбай
1100. Овсянкин, Михаил Иванович
1101. Овсянников, Константин Васильевич
1102. Овсянников, Михаил Кузьмич
1103. Овчаренко, Иван Тихонович
1104. Овчаров, Степан Семёнович
1105. Огнёв, Иван Михайлович
1106. Огородников, Николай Иванович
1107. Одегов, Леонид Яковлевич
1108. Ожиганов, Илья Алексеевич
1109. Озеров, Иван Никитич
1110. Олбинский, Василий Александрович
1111. Олейник, Михаил Иванович
1112. Оленин, Александр Михайлович
1113. Оленич, Иван Иванович
1114. Ольчев, Николай Данилович
1115. Онищенко, Григорий Харлампиевич
1116. Онтаев, Бейсен Сеитович
1117. Онучин, Михаил Васильевич
1118. Оплачко, Александр Алексеевич
1119. Орехов, Алексей Егорович
1120. Орехов, Трофим Филиппович
1121. Орлов, Иван Михайлович
1122. Ортынский, Николай Игнатьевич
1123. Осипов, Василий Иванович
1124. Осипов, Иван Иванович
1125. Осипов, Михаил Иванович
1126. Осипов, Михаил Иванович
1127. Остащенко, Сергей Михайлович
1128. Охрименко, Николай Иосифович
1129. Очеретько, Иван Данилович
1130. Павленко, Иосиф Дмитриевич
1131. Павлов, Василий Александрович
1132. Павлов, Никифор Савельевич
1133. Павлов, Николай Никитович
1134. Павлов, Николай Павлович
1135. Павловский, Алексей Андреевич
1136. Павловский, Анатолий Михайлович
1137. Палиев, Антон Иванович
1138. Панарин, Михаил Петрович
1139. Панженский, Алексей Афанасьевич
1140. Панков, Алексей Иванович
1141. Пантелеев, Гавриил Фролович
1142. Панченко, Алексей Яковлевич
1143. Панчешный, Трофим Андреевич
1144. Парадович, Александр Иосифович
1145. Парамонов, Иван Григорьевич
1146. Парамонов, Константин Ефимович
1147. Парыгин, Иван Александрович
1148. Патрин, Алексей Фёдорович
1149. Паханов, Николай Павлович
1150. Пахолюк, Иван Арсентьевич
1151. Пашков, Алексей Фёдорович
1152. Пащенко, Анисим Павлович
1153. Педько, Василий Фёдорович
1154. Первушин, Александр Николаевич
1155. Перевозников, Андрей Тимофеевич
1156. Перегудов, Александр Яковлевич
1157. Перепечин, Пётр Мартынович
1158. Перехода, Иван Сергеевич
1159. Перминов, Ерофей Иосифович
1160. Перфильев, Анатолий Александрович
1161. Песков, Дмитрий Иванович
1162. Песков, Иван Фёдорович
1163. Пестров, Борис Алексеевич
1164. Петлюк, Иосиф Матвеевич
1165. Петраковский, Анатолий Иосифович
1166. Петренко, Геннадий Никифорович
1167. Петриченко, Андрей Архипович
1168. Петрищев, Сергей Иванович
1169. Петров, Михаил Петрович
1170. Петропавлов, Алексей Петрович
1171. Петросян, Сурен Григорьевич
1172. Петрюк, Василий Демидович
1173. Петухов, Иван Дмитриевич
1174. Петухов, Игнатий Павлович
1175. Петухов, Николай Дмитриевич
1176. Петухов, Николай Евгеньевич
1177. Печенюк, Василий Григорьевич
1178. Пивень, Пётр Степанович
1179. Пименов, Василий Маркелович
1180. Пирогов, Иван Захарович
1181. Пирязев, Андрей Никифорович
1182. Писаренко, Андрей Ефремович
1183. Писклов, Пётр Кириллович
1184. Пискунов, Борис Андреевич
1185. Питерский, Георгий Иванович
1186. Пичугов, Василий Григорьевич
1187. Плакса, Михаил Андреевич
1188. Платонов, Николай Лаврентьевич
1189. Плешков, Пётр Антонович
1190. Плотников, Дмитрий Иванович
1191. Плюснин, Николай Васильевич
1192. Плющ, Александр Васильевич
1193. Поверенный, Александр Васильевич
1194. Погорелов, Иван Фёдорович
1195. Погосян, Арамаис Саркисович
1196. Поддубный, Алексей Павлович
1197. Подлузский, Сергей Владимирович
1198. Подчуфаров, Александр Гаврилович
1199. Подшибякин, Михаил Яковлевич
1200. Поздеев, Пётр Кириллович
1201. Поздняков, Сергей Петрович
1202. Попов, Николай Михайлович
1203. Попов, Фёдор Кузьмич
1204. Привалов, Дмитрий Карпович
1205. Просвирнин, Михаил Андреевич
1206. Проскурин, Яков Михайлович
1207. Прыгунов, Александр Васильевич
1208. Пряженников, Александр Павлович
1209. Пугаев, Степан Александрович
1210. Ракшин, Дмитрий Сергеевич
1211. Рахматулин, Шамиль Саидович
1212. Ребров, Михаил Семёнович
1213. Редкин, Николай Васильевич
1214. Редько, Алексей Николаевич
1215. Редько, Филипп Ефимович
1216. Решетник, Иван Семёнович
1217. Решилин, Иван Фёдорович
1218. Ржевский, Павел Максимович
1219. Рзянин, Денис Филиппович
1220. Ринчино, Базар
1221. Рогов, Николай Иванович
1222. Романенко, Алексей Федосеевич
1223. Романов, Николай Кириллович
1224. Романютин, Александр Иванович
1225. Роменко, Павел Павлович
1226. Рощанинов, Анатолий Александрович
1227. Рощин, Александр Иосифович
1228. Рощупкин, Степан Петрович
1229. Рудаков, Николай Яковлевич
1230. Руденко, Александр Константинович
1231. Руденко, Николай Иванович
1232. Руднев, Алексей Петрович
1233. Рудомётов, Николай Васильевич
1234. Рузняев, Алексей Николаевич
1235. Рукин, Игнат Трофимович
1236. Рулёв, Иван Филиппович
1237. Румянцев, Александр Андреевич
1238. Румянцев, Александр Степанович
1239. Румянцев, Иван Васильевич
1240. Русаков, Василий Александрович
1241. Русов, Вениамин Алексеевич
1242. Русских, Афанасий Афанасьевич
1243. Русских, Харлампий Акимович
1244. Рутчин, Алексей Иванович
1245. Рыбалко, Иван Игнатьевич
1246. Рыжков, Антон Андреевич
1247. Рыжов, Александр Петрович
1248. Рыжов, Михаил Григорьевич
1249. Рюкин, Михаил Николаевич
1250. Рябов, Андрей Фёдорович
1251. Рябов, Василий Терентьевич
1252. Рябых, Николай Павлович
1253. Сабанов, Григорий Луарсабович
1254. Саблин, Владимир Филиппович
1255. Савва, Владимир Артёмович
1256. Савин, Виктор Степанович
1257. Савочкин, Пётр Сергеевич
1258. Савченков, Александр Николаевич
1259. Савчук, Григорий Петрович
1260. Садыков, Ботабай
1261. Саков, Николай Константинович
1262. Салтыков, Иван Павлович
1263. Самсонов, Борис Васильевич
1264. Самусев, Андрей Фёдорович
1265. Сапожников, Михаил Григорьевич
1266. Саркисьян, Василий Надонович
1267. Сархошев, Сергей Абрамович
1268. Сафин, Накип Сафиевич
1269. Сафиуллин, Ганий Бекинович
1270. Сафронов, Пётр Сергеевич
1271. Светачев, Георгий Георгиевич
1272. Свечников, Павел Семёнович
1273. Свинарь, Афанасий Игнатьевич
1274. Свиридовский, Анатолий Григорьевич
1275. Северов, Тимофей Петрович
1276. Севостьянов, Павел Иванович
1277. Севостьянов, Сергей Фёдорович
1278. Седнев, Сергей Егорович
1279. Семёнов, Андрей Платонович
1280. Семёнов, Борис Самуилович
1281. Семёнов, Иван Дмитриевич
1282. Сентюков, Николай Петрович
1283. Сентюрин, Владимир Иванович
1284. Сенчихин, Прокофий Фёдорович
1285. Сенющенков, Виктор Тихонович
1286. Сербулов, Владимир Фёдорович
1287. Сергеев, Владимир Фёдорович
1288. Сергеев, Иван Иванович
1289. Серёгин, Александр Павлович
1290. Середенко, Александр Лаврентьевич
1291. Середин, Фёдор Яковлевич
1292. Сериков, Василий Дмитриевич
1293. Сериков, Иван Константинович
1294. Серов, Михаил Александрович
1295. Сечкин, Николай Иванович
1296. Сибагатуллин, Лутфулла Сибаевич
1297. Сидельников, Пармений Михайлович
1298. Сидоренко, Александр Филиппович
1299. Сидоренко, Григорий Семёнович
1300. Сидоренко, Иван Ильич
1301. Сидорин, Александр Иванович
1302. Сидорков, Семён Матвеевич
1303. Сидоров, Александр Васильевич
1304. Сидоров, Павел Иванович
1305. Сидюков, Алексей Фёдорович
1306. Силин, Николай Николаевич
1307. Симоненко, Николай Иванович
1308. Синильников, Валерий Яковлевич
1309. Синников, Анатолий Сергеевич
1310. Сиротинкин, Василий Иванович
1311. Ситник, Григорий Степанович
1312. Сиянин, Михаил Данилович
1313. Скалацкий, Павел Павлович
1314. Скворцов, Иван Васильевич
1315. Скляр, Григорий Михайлович
1316. Скоков, Иван Андреевич
1317. Скрипин, Михаил Николаевич
1318. Скушников, Георгий Арсентьевич
1319. Слободенюк, Иван Лукьянович
1320. Слобоцков, Михаил Михайлович
1321. Смирнов, Василий Алексеевич
1322. Смирнов, Василий Иванович
1323. Смирнов, Николай Андреевич
1324. Смирнов, Николай Фёдорович
1325. Смирнов, Николай Яковлевич
1326. Смоленский, Сергей Михайлович
1327. Соболев, Николай Леонтьевич
1328. Соколов, Николай Семёнович
1329. Соловьёв, Гавриил Иванович
1330. Сопляков, Михаил Игнатьевич
1331. Сордия, Бондзи Авксентьевич
1332. Спикин, Пётр Кузьмич
1333. Спирин, Пётр Петрович
1334. Спицын, Спиридон Матвеевич
1335. Стариков, Пётр Никифорович
1336. Староверов, Яков Петрович
1337. Старых, Алексей Алексеевич
1338. Старых, Иван Сергеевич
1339. Стахорский, Алексей Петрович
1340. Стеблинский, Сергей Васильевич
1341. Степанников, Фёдор Иванович
1342. Степанов, Алексей Сергеевич
1343. Степанов, Иван Васильевич
1344. Степанов, Никита Андреевич
1345. Стрекалов, Пётр Семёнович
1346. Субботин, Владимир Сергеевич
1347. Суворов, Пётр Анатольевич
1348. Суворов, Сергей Николаевич
1349. Суковатов, Николай Иванович
1350. Сулейменов, Джолдас
1351. Сумин, Андрей Васильевич
1352. Сунагатуллин, Жавдат Гумурдакович
1353. Суптель, Иван Игнатьевич
1354. Сурков, Григорий Николаевич
1355. Сурков, Пётр Николаевич
1356. Суровцев, Пётр Дмитриевич
1357. Суслов, Александр Андреевич
1358. Сухарев, Александр Петрович
1359. Сухарев, Алексей Яковлевич
1360. Сухарников, Дмитрий Павлович
1361. Сухоручкин, Иван Иванович
1362. Сушанов, Николай Тимофеевич
1363. Сыртланов, Муллаяр Исламгареевич
1364. Сыч, Владимир Васильевич
1365. Сычёв, Василий Егорович
1366. Танков, Пётр Яковлевич
1367. Таскулов, Кенилбай
1368. Телевинов, Анатолий Романович
1369. Теплов, Сергей Тимофеевич
1370. Терёхин, Иван Дмитриевич
1371. Терехов, Филипп Филиппович
1372. Терновой, Пётр Иванович
1373. Тешебаев, Мамасалы
1374. Тимошенко, Владимир Яковлевич
1375. Тимушев, Георгий Фёдорович
1376. Титлин, Иван Павлович
1377. Титов, Василий Фёдорович
1378. Титов, Николай Михайлович
1379. Ткаченко, Александр Прохорович
1380. Токарев, Егор Акимович
1381. Токмин, Иван Климентьевич
1382. Толстой, Степан Калистратович
1383. Томилин, Павел Николаевич
1384. Топольский, Арсентий Моисеевич
1385. Топорков, Андрей Дмитриевич
1386. Торчигин, Николай Андреевич
1387. Тощенко, Викентий Никанорович
1388. Трофимов, Андрей Трофимович
1389. Трошин, Алексей Васильевич
1390. Трусов, Виктор Иванович
1391. Тряскин, Андрей Александрович
1392. Тузов, Василий Иванович
1393. Тупицин, Андрей Иванович
1394. Тургель, Михаил Николаевич
1395. Турдыев, Саидкул Алиевич
1396. Турков, Денис Ильич
1397. Турченко, Николай Архипович
1398. Тюлькин, Яков Николаевич
1399. Тюнин, Фёдор Михайлович
1400. Тюрин, Константин Михайлович
1401. Уватов, Алексей Никитович
1402. Уланов, Илья Евстафьевич
1403. Уманский, Терентий Фомич
1404. Ургенишбаев, Идрис
1405. Усачёв, Михаил Иванович
1406. Усенко, Николай Ильич
1407. Усманов, Ислам
1408. Усов, Никифор Прокопьевич
1409. Устинов, Степан Григорьевич
1410. Утин, Андрей Иванович
1411. Уткин, Илья Ильич
1412. Уткин, Илья Никифорович
1413. Уфимцев, Константин Григорьевич
1414. Ушаков, Пётр Алексеевич
1415. Фадеев, Иван Васильевич
1416. Файзулин, Ханиф Шакирович
1417. Федин, Михаил Акимович
1418. Федин, Фёдор Денисович
1419. Федорин, Иван Ильич
1420. Федорков, Владимир Александрович
1421. Федотов, Василий Николаевич
1422. Ферапонтов, Владимир Петрович
1423. Фетняев, Иван Тимофеевич
1424. Филимонов, Иван Максимович
1425. Филиппов, Александр Александрович
1426. Филиппов, Александр Васильевич
1427. Филоненко, Пётр Евдокимович
1428. Фильчаков, Иван Яковлевич
1429. Финаков, Константин Кириллович
1430. Фирсов, Иван Иванович
1431. Фирсов, Николай Яковлевич
1432. Фокин, Владимир Иванович
1433. Фоминых, Николай Фёдорович
1434. Фомичёв, Константин Никандрович
1435. Фролов, Иван Васильевич
1436. Фролов, Пётр Васильевич
1437. Фуковский, Александр Васильевич
1438. Хайбуллин, Кутлуахмет Кутлугалямович
1439. Хайдаров, Амир Сулейманович
1440. Хайдаршин, Гайнанша Хайдаршинович
1441. Халиков, Тимирбулат Галяутдинович
1442. Ханжин, Павел Семёнович
1443. Харламов, Михаил Иванович
1444. Харланов, Иван Иванович
1445. Харланов, Иван Степанович
1446. Харченко, Василий Степанович
1447. Харченко, Павел Иванович
1448. Хасанов, Сафа Хузянович
1449. Хахерин, Илья Кириллович
1450. Хвостов, Павел Никитович
1451. Хлебников, Михаил Андреевич
1452. Хлуднев, Фёдор Матвеевич
1453. Холод, Григорий Иванович
1454. Холодков, Егор Иванович
1455. Христенко, Егор Иванович
1456. Христов, Александр Григорьевич
1457. Хромых, Василий Петрович
1458. Худайбергенов, Джуманияз
1459. Худенко, Николай Владимирович
1460. Хуртин, Иван Андреевич
1461. Цариков, Борис Андреевич
1462. Цыбань, Пётр Федотович
1463. Цыбин, Иван Максимович
1464. Цыганков, Пётр Николаевич
1465. Чайка, Алексей Емельянович
1466. Чалый, Александр Никитович
1467. Чарков, Тимофей Никитович
1468. Чебодаев, Михаил Иванович
1469. Чекулаев, Гордей Трофимович
1470. Чепелев, Аркадий Егорович
1471. Черепанов, Степан Михайлович
1472. Черешнев, Гавриил Егорович
1473. Черкасов, Алексей Иванович
1474. Черкасов, Владимир Иванович
1475. Черничков, Николай Иванович
1476. Чернов, Иван Никифорович
1477. Черноморец, Александр Григорьевич
1478. Черных, Николай Андреевич
1479. Чернявский, Василий Ефимович
1480. Чесноков, Егор Александрович
1481. Четвёрткин, Алексей Егорович
1482. Чехов, Иван Митрофанович
1483. Чещарин, Иван Васильевич
1484. Чижов, Сергей Михайлович
1485. Чикин, Алексей Яковлевич
1486. Чирков, Александр Афанасьевич
1487. Чирков, Михаил Алексеевич
1488. Чистов, Николай Александрович
1489. Читалин, Михаил Иванович
1490. Чихарев, Николай Васильевич
1491. Чичкан, Фёдор Иванович
1492. Чортеков, Анварбек
1493. Чубарых, Михаил Дмитриевич
1494. Чувин, Николай Иванович
1495. Чуйков, Василий Иванович
1496. Чурочкин, Иван Алексеевич
1497. Шабанов, Василий Прокофьевич
1498. Шаимов, Шади
1499. Шамшур, Анатолий Иванович
1500. Шарипов, Фатых Зарипович
1501. Шаров, Маркел Потапович
1502. Шарохин, Михаил Николаевич
1503. Шатохин, Иван Григорьевич
1504. Шепелев, Николай Фёдорович
1505. Шерстобитов, Николай Трофимович
1506. Шишкин, Александр Иванович
1507. Шишкин, Иван Николаевич
1508. Шишкин, Николай Васильевич
1509. Шишкин, Павел Емельянович
1510. Шишлянников, Виктор Иванович
1511. Шкурин, Василий Митрофанович
1512. Шлемов, Николай Тихонович
1513. Шмаровоз, Григорий Степанович
1514. Шмонин, Дмитрий Андреевич
1515. Шопин, Александр Самойлович
1516. Штриголь, Виктор Михайлович
1517. Шубин, Василий Алексеевич
1518. Шуваев, Александр Иосифович
1519. Шувалов, Константин Фомич
1520. Шульгин, Александр Иванович
1521. Шульц, Михаил Михайлович
1522. Шумаков, Захар Егорович
1523. Шумилихин, Иван Михайлович
1524. Шумков, Григорий Григорьевич
1525. Шутов, Виктор Алексеевич
1526. Шутов, Семён Иванович
1527. Щекотов, Григорий Феоктистович
1528. Щербина, Василий Илларионович
1529. Щербина, Иван Васильевич
1530. Щетинин, Николай Иванович
1531. Щукин, Андрей Федотович
1532. Эргашев, Шариф
1533. Юдин, Иван Данилович
1534. Юлдашев, Абдуллаазис Даминович
1535. Юлдашев, Файзулла
1536. Юхнин, Виктор Михайлович
1537. Якибов, Урумбек
1538. Якубовский, Иван Игнатьевич
1539. Ялугин, Павел Владимирович
1540. Яржин, Генрих Генрихович
1541. Ярославцев, Александр Егорович